# سولفور سیتی (ویرجینیای غربی)
سولفور سیتی (به انگلیسی: Sulphur City) یک منطقهٔ مسکونی در ایالات متحده آمریکا است که در شهرستان مینرال، ویرجینیای غربی واقع شده‌است.